# Anotomastus gordiodes
Anotomastus gordiodes is een borstelworm uit de familie Capitellidae.
De wetenschappelijke naam van de soort werd in 1909 gepubliceerd door J. Percy Moore.